# Manólis Siópis
Manólis Siópis (en grec moderne : Μανώλης Σιώπης), né le 14 mai 1994 à Alexandroúpoli en Grèce, est un footballeur international grec qui joue au poste de milieu défensif au Panathinaïkós.

## Biographie

### En club
Né à Alexandroúpoli en Grèce, Manólis Siópis est formé par l'Olympiakos. Il commence toutefois sa carrière à l'AO Platanias, où il est prêté lors de la saison 2013-2014. Le 17 août 2013, il joue son premier match en professionnel, lors de la première journée de championnat, face au PAE Veria. Il entre en jeu à la place de Fabian Stoller (en) et les deux équipes se neutralisent (2-2 score final).
Le 1er août 2014, Manólis Siópis s'engage librement en faveur du Paniónios GSS.
Lors de l'été 2017, Manólis Siópis fait son retour à l'Olympiakos, où il a l'intention de s'imposer cette fois. Le joueur n'entre toutefois pas dans les plans de Besnik Hasi, alors entraîneur de l'équipe première, et est prêté le 30 août 2017 à son ancien club, le Paniónios GSS, pour une saison.
Le 26 août 2018, Manólis Siópis signe en faveur de l'Aris Salonique.
Lors de l'été 2019, Manólis Siópis rejoint la Turquie, le club d'Alanyaspor payant sa clause libératoire le 30 juin 2019. Le joueur signe un contrat de trois ans, soit jusqu'en juin 2022.
Le 18 août 2021, Siópis s'engage en faveur de Trabzonspor.
Le 18 août 2023, Manólis Siópis rejoint Cardiff City. Il signe un contrat de trois ans avec le club gallois, soit jusqu'en juin 2026.

### En sélection
Manólis Siópis représente l'équipe de Grèce des moins de 17 ans pour un total de quatre matchs joués, entre de 2010 et 2011.
Avec les moins de 18 ans il joue trois matchs en 2012.
Le 30 mai 2019, Manolis Siopis honore sa première sélection avec l'équipe nationale de Grèce face à la Turquie. Titularisé ce jour-là, il voit son équipe s'incliner sur le score de deux buts à un.

## Palmarès
Trabzonspor
- Champion de Turquie
  - 2021-2022